# Deputati della XIV legislatura della Repubblica Italiana
Questo elenco riporta i nomi dei deputati della XIV legislatura della Repubblica Italiana dopo le elezioni politiche del 2001.

## Gruppi

### Riepilogo composizione
| Gruppi parlamentari                                        | Inizio | 2001 | 2002 | 2003 | 2004 | 2005 | 2006 |
| ---------------------------------------------------------- | ------ | ---- | ---- | ---- | ---- | ---- | ---- |
| Forza Italia                                               | 178    | 177  | 177  | 176  | 176  | 167  | 167  |
| Democratici di Sinistra - L'Ulivo                          | 136    | 136  | 136  | 136  | 135  | 130  | 129  |
| Alleanza Nazionale                                         | 99     | 99   | 99   | 97   | 97   | 95   | 94   |
| La Margherita - L'Ulivo                                    | 80     | 84   | 77   | 76   | 79   | 80   | 80   |
| Centro Cristiano Democratico - Cristiani Democratici Uniti | 40     | 40   | 40   | 38   | 36   | 38   | 38   |
| Lega Nord                                                  | 30     | 30   | 30   | 29   | 28   | 26   | 26   |
| Partito della Rifondazione Comunista                       | 11     | 11   | 11   | 11   | 11   | 12   | 12   |
| Gruppo misto                                               | 41     | 41   | 48   | 54   | 54   | 63   | 64   |
| • Partito dei Comunisti Italiani                           | 10     | 10   | 10   | 10   | 10   | 10   | 10   |
| • Socialisti Democratici Italiani                          | 9      | 9    | 9    | 9    | 9    | 11   | 11   |
| • Federazione dei Verdi                                    | 8      | 7    | 7    | 7    | 7    | 7    | 7    |
| • Minoranze linguistiche                                   | 5      | 5    | 5    | 5    | 5    | 5    | 5    |
| • Nuovo PSI                                                | 3      | 3    | 6    | 6    | 6    | 6    | 6    |
| • UDEUR                                                    | -      | -    | 7    | 11   | 7    | 13   | 11   |
| • Ecologisti Democratici                                   | -      | -    | -    | -    | -    | 4    | 4    |
| • Movimento Repubblicani Europei                           | -      | -    | -    | -    | -    | -    | 3    |
| • Non iscritti                                             | 7      | 7    | 4    | 6    | 10   | 7    | 7    |
| Totale                                                     | 616    | 618  | 618  | 617  | 616  | 611  | 610  |

- Ad inizio legislatura non furono attribuiti 14 seggi, di cui 11 spettanti a Forza Italia e 3 a La Margherita. A seguito delle opzioni pervenute da parte di deputati plurieletti, sono stati successivamente attribuiti i 3 seggi spettanti a La Margherita, mentre non si è proceduto all'attribuzione dei rimanenti 11 seggi, non sussistendovi i requisiti necessari. Nel caso di dimissioni intervenute da parte dei deputati eletti nelle liste proporzionali, si è proceduto, ove previsto, con la successiva legge 47/2005.

### Capigruppo
| Gruppo                                       | Capogruppo            |
| -------------------------------------------- | --------------------- |
| Forza Italia                                 | Elio Vito             |
| Democratici di Sinistra                      | Luciano Violante      |
| Alleanza Nazionale                           | Ignazio La Russa      |
| La Margherita                                | Pierluigi Castagnetti |
| Unione dei Democratici Cristiani e di Centro | Luca Volontè          |
| Lega Nord                                    | Andrea Gibelli        |
| Gruppo misto                                 | Marco Boato           |

## Ufficio di presidenza

### Presidente
- Pier Ferdinando Casini (CCD)

### Vicepresidenti
- Alfredo Biondi (FI)
- Publio Fiori (AN)
- Fabio Mussi (DS)
- Clemente Mastella (UDEUR)

### Questori
- Francesco Colucci (FI)
- Edouard Ballaman (LN)
- Paola Manzini (DS)

### Segretari
- Teodoro Buontempo (AN)
- Luciano Dussin (LN)
- Vittorio Tarditi (FI)
- Giovanni Deodato (FI)
- Antonio Mazzocchi (AN)
- Osvalda Trupia (DS)
- Giovanni Bianchi (DL)
- Gabriella Pistone (CI)
- Tiziana Valpiana (PRC)
- Elena Emma Cordoni (DS)
- Francesco Paolo Lucchese (CCD)

## Composizione storica
| Deputato                           | Circoscrizione/collegio                             | Lista                  | Gruppo (partito)             |
| ---------------------------------- | --------------------------------------------------- | ---------------------- | ---------------------------- |
| Marisa Abbondanzieri               | Marche                                              | DS                     | DS                           |
| Lorenzo Acquarone                  | Liguria - Genova - Varazze                          | L'Ulivo                | DL (PPI)                     |
| Salvatore Adduce                   | Basilicata - Matera                                 | L'Ulivo                | DS                           |
| Ferdinando Adornato                | Veneto 2 - Portogruaro                              | Casa delle Libertà     | FI                           |
| Mauro Agostini                     | Umbria - Città di Castello                          | L'Ulivo                | DS                           |
| Marco Airaghi                      | Lombardia 2 - Saronno                               | Casa delle Libertà     | AN                           |
| Giuseppe Albertini                 | Abruzzo - Ortona                                    | L'Ulivo                | Misto/SDI                    |
| Gabriele Albonetti                 | Emilia-Romagna - Faenza                             | L'Ulivo                | DS                           |
| Roberto Alboni                     | Lombardia 1 - Limbiate                              | Casa delle Libertà     | AN                           |
| Giovanni Alemanno                  | Lazio 1 - Roma Trionfale                            | Casa delle Libertà     | AN                           |
| Angelino Alfano                    | Sicilia 1                                           | FI                     | FI                           |
| Ciro Alfano                        | Campania 1 - Marano di Napoli                       | Casa delle Libertà     | CCD-CDU (CCD)                |
| Gioacchino Alfano                  | Campania 1 - Castellammare di Stabia                | Casa delle Libertà     | FI                           |
| Giuseppe Amato                     | Sicilia 1 - Licata                                  | Casa delle Libertà     | FI                           |
| Francesco Maria Amoruso            | Puglia - Molfetta                                   | Casa delle Libertà     | AN                           |
| Gian Franco Anedda                 | Sardegna - Cagliari centro                          | Casa delle Libertà     | AN                           |
| Franco Angioni                     | Lazio 1 - Roma Monte Sacro                          | L'Ulivo                | DS                           |
| Andrea Annunziata                  | Campania 2 - Cava de' Tirreni                       | L'Ulivo                | DL (PPI)                     |
| Valentina Aprea                    | Lombardia 1 - Rozzano                               | Casa delle Libertà     | FI                           |
| Sabatino Aracu                     | Abruzzo - Sulmona                                   | Casa delle Libertà     | FI                           |
| Pietro Armani                      | Lombardia 1 - Milano 7                              | Casa delle Libertà     | AN                           |
| Maria Teresa Armosino              | Piemonte 2 - Canelli                                | Casa delle Libertà     | FI                           |
| Gianantonio Arnoldi                | Lombardia 2 - Treviglio                             | Casa delle Libertà     | FI                           |
| Alberto Arrighi                    | Lombardia 2                                         | AN                     | AN                           |
| Filippo Ascierto                   | Veneto 1 - Piove di Sacco                           | Casa delle Libertà     | AN                           |
| Claudio Azzolini                   | Campania 1                                          | FI                     | FI                           |
| Mario Baccini                      | Lazio 1 - Roma - Fiumicino                          | Casa delle Libertà     | CCD-CDU (CCD)                |
| Giacomo Baiamonte                  | Sicilia 1                                           | FI                     | FI                           |
| Monica Stefania Baldi              | Toscana                                             | FI                     | FI                           |
| Edouard Ballaman                   | Friuli-Venezia Giulia - Sacile                      | Casa delle Libertà     | LN                           |
| Fulvia Bandoli                     | Emilia-Romagna - Ravenna - Lugo di Romagna          | L'Ulivo                | DS                           |
| Egidio Banti                       | Liguria                                             | DL                     | DL (PPI)                     |
| Antonio Barbieri                   | Campania 2 - Sant'Agata de' Goti                    | Casa delle Libertà     | FI                           |
| Emerenzio Barbieri                 | Lombardia 1 - Agrate Brianza                        | Casa delle Libertà     | CCD-CDU (CCD)                |
| Roberto Barbieri                   | Campania 1 - Napoli Ponticelli                      | L'Ulivo                | DS                           |
| Augusto Battaglia                  | Lazio 1 - Roma Don Bosco                            | L'Ulivo                | DS                           |
| Viviana Beccalossi                 | Lombardia 3                                         | AN                     | AN                           |
| Katia Bellillo                     | Umbria - Orvieto                                    | L'Ulivo                | Misto/PdCI                   |
| Giovanni Bellini                   | Toscana - Firenze 2                                 | L'Ulivo                | DS                           |
| Luca Bellotti                      | Veneto 1 - Rovigo                                   | Casa delle Libertà     | AN                           |
| Domenico Benedetti Valentini       | Umbria                                              | AN                     | AN                           |
| Giorgio Benvenuto                  | Piemonte 1 - Torino 8                               | L'Ulivo                | DS                           |
| Silvio Berlusconi                  | Lombardia 1 - Milano 1                              | Casa delle Libertà     | FI                           |
| Massimo Maria Berruti              | Lombardia 2                                         | FI                     | FI                           |
| Pier Luigi Bersani                 | Emilia-Romagna - Fidenza                            | L'Ulivo                | DS                           |
| Filippo Berselli                   | Emilia-Romagna                                      | AN                     | AN                           |
| Fausto Bertinotti                  | Piemonte 1                                          | PRC                    | Misto/PRC                    |
| Isabella Bertolini                 | Emilia-Romagna                                      | FI                     | FI                           |
| Maurizio Bertucci                  | Marche                                              | FI                     | FI                           |
| Goffredo Maria Bettini             | Lazio 1                                             | DS                     | DS                           |
| Giovanna Bianchi Clerici           | Lombardia 2 - Gallarate                             | Casa delle Libertà     | LN                           |
| Dorina Bianchi                     | Calabria - Crotone                                  | Casa delle Libertà     | CCD-CDU (CCD)                |
| Giovanni Bianchi                   | Lombardia 1 - Sesto San Giovanni                    | L'Ulivo                | DL (PPI)                     |
| Enzo Bianco                        | Sicilia 2                                           | DL                     | DL (Dem)                     |
| Gerardo Bianco                     | Campania 1 - Napoli Fuorigrotta                     | L'Ulivo                | DL (PPI)                     |
| Valter Bielli                      | Emilia-Romagna - Savignano sul Rubicone             | L'Ulivo                | DS                           |
| Franca Bimbi                       | Toscana - Prato - Carmignano                        | L'Ulivo                | DL                           |
| Rosy Bindi                         | Toscana - Cortona                                   | L'Ulivo                | DL (PPI)                     |
| Alfredo Biondi                     | Lombardia 3                                         | FI                     | FI                           |
| Gianfranco Blasi                   | Basilicata                                          | FI                     | FI                           |
| Marco Boato                        | Trentino-Alto Adige - Rovereto                      | L'Ulivo                | Misto/FdV                    |
| Italo Bocchino                     | Campania 1                                          | AN                     | AN                           |
| Antonio Boccia                     | Basilicata                                          | DL                     | DL (PPI)                     |
| Giorgio Bogi                       | Liguria - La Spezia                                 | L'Ulivo                | DS                           |
| Marida Bolognesi                   | Toscana                                             | DS                     | DS                           |
| Paolo Bonaiuti                     | Toscana                                             | FI                     | FI                           |
| Sandro Bondi                       | Lombardia 1                                         | FI                     | FI                           |
| Francesco Bonito                   | Puglia - Cerignola                                  | L'Ulivo                | DS                           |
| Nicola Bono                        | Sicilia 2 - Avola                                   | Casa delle Libertà     | AN                           |
| Giorgio Bornacin                   | Liguria - Sanremo                                   | Casa delle Libertà     | AN                           |
| Luigi Borrelli                     | Abruzzo - Lanciano                                  | L'Ulivo                | DS                           |
| Ciro Borriello                     | Campania 1 - Torre del Greco                        | Casa delle Libertà     | FI                           |
| Enrico Boselli                     | Emilia-Romagna - Bologna - San Donato               | L'Ulivo                | Misto/SDI                    |
| Umberto Bossi                      | Lombardia 1 - Milano 3                              | Casa delle Libertà     | LN                           |
| Angelo Bottino                     | Liguria - Rapallo                                   | L'Ulivo                | DL                           |
| Domenico Bova                      | Calabria - Siderno                                  | L'Ulivo                | DS                           |
| Aldo Brancher                      | Veneto 1 - Bussolengo                               | Casa delle Libertà     | FI                           |
| Gianclaudio Bressa                 | Trentino-Alto Adige - Bolzano                       | L'Ulivo                | DL (PPI)                     |
| Federico Bricolo                   | Veneto 1 - Villafranca di Verona                    | Casa delle Libertà     | LN                           |
| Carmelo Briguglio                  | Sicilia 2                                           | AN                     | AN                           |
| Siegfried Brugger                  | Trentino-Alto Adige - Appiano sulla Strada del Vino | Südtiroler Volkspartei | Misto/ML (SVP)               |
| Donato Bruno                       | Puglia - Monopoli                                   | Casa delle Libertà     | FI                           |
| Francesco Brusco                   | Campania 2 - Sala Consilina                         | Casa delle Libertà     | CCD-CDU (CCD)                |
| Enrico Buemi                       | Piemonte 1 - Settimo Torinese                       | L'Ulivo                | Misto/SDI                    |
| Gloria Buffo                       | Toscana - Carrara                                   | L'Ulivo                | DS                           |
| Salvatore Buglio                   | Piemonte 1 - Nichelino                              | L'Ulivo                | DS                           |
| Mauro Bulgarelli                   | Emilia-Romagna - Rimini - Riccione                  | L'Ulivo                | Misto/FdV                    |
| Teodoro Buontempo                  | Lazio 1 - Roma Lido di Ostia                        | Casa delle Libertà     | AN                           |
| Maria Burani Procaccini            | Lazio 2 - Terracina                                 | Casa delle Libertà     | FI                           |
| Claudio Burlando                   | Liguria                                             | DS                     | DS                           |
| Alessio Butti                      | Lombardia 2 - Como                                  | Casa delle Libertà     | AN                           |
| Rocco Buttiglione                  | Lombardia 1 - Milano 10                             | Casa delle Libertà     | CCD-CDU (CDU)                |
| Antonello Cabras                   | Sardegna                                            | DS                     | DS                           |
| Giuseppe Caldarola                 | Puglia                                              | DS                     | DS                           |
| Battista Caligiuri                 | Calabria                                            | FI                     | FI                           |
| Valerio Calzolaio                  | Marche - Macerata                                   | L'Ulivo                | DS                           |
| Giuseppe Caminiti                  | Calabria - Reggio Calabria - Villa San Giovanni     | Casa delle Libertà     | FI                           |
| Diego Cammarata                    | Sicilia 1 - Palermo - Zisa                          | Casa delle Libertà     | FI                           |
| Giuseppe Camo                      | Calabria - Rende                                    | L'Ulivo                | DL (Dem)                     |
| Cesare Campa                       | Veneto 2 - Chioggia                                 | Casa delle Libertà     | FI                           |
| Vincenzo Canelli                   | Puglia - San Severo                                 | Casa delle Libertà     | AN                           |
| Davide Caparini                    | Lombardia 2 - Darfo Boario Terme                    | Casa delle Libertà     | LN                           |
| Piera Capitelli                    | Lombardia 3                                         | DS                     | DS                           |
| Antonio Capuano                    | Campania 1 - Acerra                                 | Casa delle Libertà     | FI                           |
| Giovanni Carbonella                | Puglia - Brindisi                                   | L'Ulivo                | DL (PPI)                     |
| Francesco Carboni                  | Sardegna - Alghero                                  | L'Ulivo                | DS                           |
| Franco Cardiello                   | Campania 2 - Eboli                                  | Casa delle Libertà     | AN                           |
| Salvatore Cardinale                | Sicilia 1                                           | DL                     | DL (UDEUR)                   |
| Carlo Carli                        | Toscana - Viareggio                                 | L'Ulivo                | DS                           |
| Gabriella Carlucci                 | Puglia - Trani                                      | Casa delle Libertà     | FI                           |
| Enzo Carra                         | Campania 1                                          | DL                     | DL (UDEUR)                   |
| Nuccio Carrara                     | Sicilia 2 - Nicosia                                 | Casa delle Libertà     | AN                           |
| Roberto Caruso                     | Calabria - Cosenza                                  | Casa delle Libertà     | AN                           |
| Luigi Casero                       | Lombardia 1 - Legnano                               | Casa delle Libertà     | FI                           |
| Pier Ferdinando Casini             | Lazio 1 - Pomezia                                   | Casa delle Libertà     | Misto (CCD)                  |
| Pierluigi Castagnetti              | Emilia-Romagna - Carpi                              | L'Ulivo                | DL (PPI)                     |
| Carla Castellani                   | Abruzzo - Teramo                                    | Casa delle Libertà     | AN                           |
| Basilio Catanoso                   | Sicilia 2 - Acireale                                | Casa delle Libertà     | AN                           |
| Bruno Cazzaro                      | Veneto 2 - Venezia - Mira                           | L'Ulivo                | DS                           |
| Alessandro Cè                      | Lombardia 2 - Lumezzane                             | Casa delle Libertà     | LN                           |
| Aldo Cennamo                       | Campania 1 - San Giorgio a Cremano                  | L'Ulivo                | DS                           |
| Paolo Cento                        | Emilia-Romagna - San Giovanni in Persiceto          | L'Ulivo                | Misto/FdV                    |
| Enzo Ceremigna                     | Lazio 1 - Roma Tuscolano                            | L'Ulivo                | Misto/SDI                    |
| Luigi Cesaro                       | Campania 1 - Arzano                                 | Casa delle Libertà     | FI                           |
| Mauro Chianale                     | Piemonte 1 - Chivasso                               | L'Ulivo                | DS                           |
| Franca Chiaromonte                 | Campania 1                                          | DS                     | DS                           |
| Vannino Chiti                      | Toscana - Firenze 1                                 | L'Ulivo                | DS                           |
| Massimo Cialente                   | Abruzzo - L'Aquila                                  | L'Ulivo                | DS                           |
| Fabio Ciani                        | Lazio 1 - Tivoli                                    | L'Ulivo                | DL (PPI)                     |
| Marco Cicala                       | Campania 1 - Napoli San Lorenzo                     | Casa delle Libertà     | FI                           |
| Fabrizio Cicchitto                 | Lombardia 1 - Corsico                               | Casa delle Libertà     | FI                           |
| Salvatore Cicu                     | Sardegna - Quartu Sant'Elena                        | Casa delle Libertà     | FI                           |
| Laura Cima                         | Piemonte 1 - Torino 5                               | L'Ulivo                | Misto/FdV                    |
| Edmondo Cirielli                   | Campania 2 - Nocera Inferiore                       | Casa delle Libertà     | AN                           |
| Sergio Cola                        | Campania 1 - San Giuseppe Vesuviano                 | Casa delle Libertà     | AN                           |
| Andrea Colasio                     | Veneto 1 (rec. coll. Padova - Selvazzano Dentro)    | DL                     | DL                           |
| Manlio Collavini                   | Friuli-Venezia Giulia - Udine                       | Casa delle Libertà     | FI                           |
| Ivo Collé                          | Valle d'Aosta                                       | Vallée d'Aoste         | Misto/ML (Stella Alpina)     |
| Lucio Colletti                     | Veneto 2                                            | FI                     | FI                           |
| Francesco Colucci                  | Lombardia 1 - Milano 9                              | Casa delle Libertà     | FI                           |
| Margherita Coluccini               | Lazio 1                                             | DS                     | DS                           |
| Gianfranco Conte                   | Lazio 2 - Formia                                    | Casa delle Libertà     | FI                           |
| Giorgio Conte                      | Veneto 1 - Schio                                    | Casa delle Libertà     | AN                           |
| Manlio Contento                    | Friuli-Venezia Giulia - Pordenone                   | Casa delle Libertà     | AN                           |
| Giulio Conti                       | Marche                                              | AN                     | AN                           |
| Riccardo Conti                     | Lombardia 2 - Orzinuovi                             | Casa delle Libertà     | CCD-CDU (CDU)                |
| Elena Emma Cordoni                 | Toscana - Massa                                     | L'Ulivo                | DS                           |
| Gennaro Coronella                  | Campania 2 - Casal di Principe                      | Casa delle Libertà     | AN                           |
| Nicola Cosentino                   | Campania 2                                          | FI                     | FI                           |
| Michele Cossa                      | Sardegna - Cagliari - Assemini                      | Casa delle Libertà     | Misto (Riformatori Sardi)    |
| Giuseppe Cossiga                   | Lombardia 2 - Luino                                 | Casa delle Libertà     | FI                           |
| Armando Cossutta                   | Marche - Urbino                                     | L'Ulivo                | Misto/PdCI                   |
| Maura Cossutta                     | Toscana - Cascina                                   | L'Ulivo                | Misto/PdCI                   |
| Raffaele Costa                     | Piemonte 2 - Fossano                                | Casa delle Libertà     | FI                           |
| Gianfranco Cozzi                   | Liguria - Genova - Nervi                            | Casa delle Libertà     | CCD-CDU (CCD)                |
| Bobo Craxi                         | Sicilia 1 - Trapani                                 | Casa delle Libertà     | Misto (NPSI)                 |
| Rocco Crimi                        | Sicilia 2 - Messina centro storico                  | Casa delle Libertà     | FI                           |
| Nicola Crisci                      | Abruzzo - Giulianova                                | L'Ulivo                | DS                           |
| Nicolò Cristaldi                   | Sicilia 1 - Mazara del Vallo                        | Casa delle Libertà     | AN                           |
| Guido Crosetto                     | Piemonte 2 - Alba                                   | Casa delle Libertà     | FI                           |
| Famiano Crucianelli                | Toscana - Montecatini Terme                         | L'Ulivo                | DS                           |
| Paolo Cuccu                        | Sardegna - Olbia                                    | Casa delle Libertà     | FI                           |
| Stefano Cusumano                   | Lazio 1                                             | DL                     | DL (UDEUR)                   |
| Luigi D'Agrò                       | Veneto 2 - Vittorio Veneto                          | Casa delle Libertà     | CCD-CDU (CDU)                |
| Massimo D'Alema                    | Puglia - Casarano                                   | L'Ulivo                | DS                           |
| Giampiero D'Alia                   | Sicilia 2 - Messina Mata e Grifone                  | Casa delle Libertà     | CCD-CDU (CCD)                |
| Silvana Dameri                     | Piemonte 2                                          | DS                     | DS                           |
| Roberto Damiani                    | Friuli-Venezia Giulia (rec. coll. Trieste centro)   | DL                     | Misto (Con Illy per Trieste) |
| Raffaello De Brasi                 | Emilia-Romagna - Imola                              | L'Ulivo                | DS                           |
| Alessandro De Franciscis           | Campania 2 - Caserta                                | L'Ulivo                | DL (PPI)                     |
| Carmine Degennaro                  | Puglia - Triggiano                                  | Casa delle Libertà     | CCD-CDU (CDU)                |
| Giacomo De Ghislanzoni Cardoli     | Lombardia 3 - Mortara                               | Casa delle Libertà     | FI                           |
| Rodolfo De Laurentiis              | Abruzzo - Avezzano                                  | Casa delle Libertà     | CCD-CDU (CCD)                |
| Vincenzo De Luca                   | Campania 2 - Salerno centro                         | L'Ulivo                | DS                           |
| Ciriaco De Mita                    | Campania 2 - Mirabella Eclano                       | L'Ulivo                | DL (PPI)                     |
| Alberta De Simone                  | Campania 2 - Atripalda                              | L'Ulivo                | DS                           |
| Titti De Simone                    | Campania 2                                          | PRC                    | Misto/PRC                    |
| Elettra Deiana                     | Lazio 1                                             | PRC                    | Misto/PRC                    |
| Emilio Del Bono                    | Lombardia 2 (rec. coll. Brescia - Roncadelle)       | DL                     | DL (PPI)                     |
| Teresio Delfino                    | Piemonte 2 - Cuneo                                  | Casa delle Libertà     | CCD-CDU (CDU)                |
| Gregorio Dell'Anna                 | Puglia - Nardò                                      | Casa delle Libertà     | FI                           |
| Giovanni Dell'Elce                 | Abruzzo - Chieti                                    | Casa delle Libertà     | FI                           |
| Sandro Delmastro delle Vedove      | Piemonte 2 - Cossato                                | Casa delle Libertà     | AN                           |
| Giovanni Deodato                   | Lombardia 1 - Abbiategrasso                         | Casa delle Libertà     | FI                           |
| Giuseppe Detomas                   | Trentino-Alto Adige - Pergine Valsugana             | L'Ulivo                | Misto/ML (UAL)               |
| Remo Di Giandomenico               | Molise - Termoli                                    | Casa delle Libertà     | CCD-CDU (CDU)                |
| Lello Di Gioia                     | Puglia - Foggia - Lucera                            | L'Ulivo                | Misto/SDI                    |
| Alberto Di Luca                    | Lombardia 1 - Milano 11                             | Casa delle Libertà     | FI                           |
| Olga Di Serio D'Antona             | Lazio 1 - Roma Portuense                            | L'Ulivo                | DS                           |
| Andrea Di Teodoro                  | Lombardia 1 - Seregno                               | Casa delle Libertà     | FI                           |
| Domenico Di Virgilio               | Lazio 2                                             | FI                     | FI                           |
| Lorenzo Diana                      | Campania 2                                          | DS                     | DS                           |
| Giovanni Didonè                    | Veneto 1 - Bassano del Grappa                       | Casa delle Libertà     | LN                           |
| Oliviero Diliberto                 | Emilia-Romagna - Scandiano                          | L'Ulivo                | Misto/PdCI                   |
| Gianpaolo Dozzo                    | Veneto 2 - Montebelluna                             | Casa delle Libertà     | LN                           |
| Filippo Maria Drago                | Sicilia 2 - Caltagirone                             | Casa delle Libertà     | CCD-CDU (CDU)                |
| Giuseppe Drago                     | Sicilia 2 - Modica                                  | Casa delle Libertà     | CCD-CDU (CCD)                |
| Eugenio Duca                       | Marche - Ancona                                     | L'Ulivo                | DS                           |
| Lino Duilio                        | Lombardia 1 (rec. coll. Agrate Brianza)             | DL                     | DL (PPI)                     |
| Guido Dussin                       | Veneto 2 - Conegliano                               | Casa delle Libertà     | LN                           |
| Luciano Dussin                     | Veneto 2 - Castelfranco Veneto                      | Casa delle Libertà     | LN                           |
| Cesare Ercole                      | Lombardia 3 - Vigevano                              | Casa delle Libertà     | LN                           |
| Ciro Falanga                       | Campania 1 - Torre Annunziata                       | Casa delle Libertà     | FI                           |
| Giuseppe Fallica                   | Sicilia 1 - Palermo - Settecannoli                  | Casa delle Libertà     | FI                           |
| Vittorio Emanuele Falsitta         | Lombardia 3 - Lodi                                  | Casa delle Libertà     | FI                           |
| Giuseppe Fanfani                   | Toscana - Arezzo                                    | L'Ulivo                | DL (PPI)                     |
| Vincenzo Fasano                    | Campania 2 - Battipaglia                            | Casa delle Libertà     | AN                           |
| Piero Fassino                      | Piemonte 1 - Venaria Reale                          | L'Ulivo                | DS                           |
| Fabio Fatuzzo                      | Sicilia 2 - Paternò                                 | Casa delle Libertà     | AN                           |
| Massimo Giuseppe Ferro             | Veneto 1                                            | FI                     | FI                           |
| Marco Filippeschi                  | Toscana - Pontedera                                 | L'Ulivo                | DS                           |
| Gianfranco Fini                    | Lazio 1 - Roma Della Vittoria                       | Casa delle Libertà     | AN                           |
| Anna Finocchiaro                   | Sicilia 2                                           | DS                     | DS                           |
| Publio Fiori                       | Lazio 1 - Roma Trieste                              | Casa delle Libertà     | AN                           |
| Giuseppe Fioroni                   | Sardegna                                            | DL                     | DL (PPI)                     |
| Maurizio Fistarol                  | Veneto 2                                            | DL                     | DL (Dem)                     |
| Ilario Floresta                    | Sicilia 2 - Giarre                                  | Casa delle Libertà     | FI                           |
| Alberto Fluvi                      | Toscana - Empoli                                    | L'Ulivo                | DS                           |
| Pietro Folena                      | Puglia - Manfredonia                                | L'Ulivo                | DS                           |
| Marco Follini                      | Puglia - Bari - Mola di Bari                        | Casa delle Libertà     | CCD-CDU (CCD)                |
| Gregorio Fontana                   | Lombardia 2 - Dalmine                               | Casa delle Libertà     | FI                           |
| Pietro Fontanini                   | Friuli-Venezia Giulia - Cividale del Friuli         | Casa delle Libertà     | LN                           |
| Tommaso Foti                       | Emilia-Romagna - Piacenza                           | Casa delle Libertà     | AN                           |
| Enzo Fragalà                       | Sicilia 1 - Palermo - Resuttana                     | Casa delle Libertà     | AN                           |
| Dario Franceschini                 | Emilia-Romagna - Ferrara - Via Bologna              | L'Ulivo                | DL (PPI)                     |
| Claudio Franci                     | Toscana - Massa Marittima                           | L'Ulivo                | Misto/PdCI (DS)              |
| Daniele Franz                      | Friuli-Venezia Giulia                               | AN                     | AN                           |
| Pieralfonso Fratta Pasini          | Veneto 1 - Verona Ovest                             | Casa delle Libertà     | FI                           |
| Franco Frattini                    | Veneto 2                                            | FI                     | FI                           |
| Gabriele Frigato                   | Veneto 1 (rec. coll. Rovigo)                        | DL                     | DL (PPI)                     |
| Gianstefano Frigerio               | Puglia                                              | FI                     | Misto (FI)                   |
| Marco Fumagalli                    | Lombardia 1 - Cinisello Balsamo                     | L'Ulivo                | DS                           |
| Nicola Fusillo                     | Puglia                                              | DL                     | DL (PPI)                     |
| Giuseppe Galati                    | Calabria - Lamezia Terme                            | Casa delle Libertà     | CCD-CDU (CCD)                |
| Renato Galeazzi                    | Marche - Jesi                                       | L'Ulivo                | DS                           |
| Daniele Galli                      | Piemonte 2 - Borgomanero                            | Casa delle Libertà     | FI                           |
| Dario Galli                        | Lombardia 2 - Tradate                               | Casa delle Libertà     | LN                           |
| Giuseppe Gallo                     | Puglia - Putignano                                  | Casa delle Libertà     | AN                           |
| Giorgio Galvagno                   | Piemonte 2 - Asti                                   | Casa delle Libertà     | FI                           |
| Pierfrancesco Emilio Romano Gamba  | Lombardia 1 - Bollate                               | Casa delle Libertà     | AN                           |
| Giuseppe Gambale                   | Campania 1 - Pozzuoli                               | L'Ulivo                | DL (Dem)                     |
| Sergio Gambini                     | Emilia-Romagna - Rimini - Santarcangelo di Romagna  | L'Ulivo                | DS                           |
| Fabio Garagnani                    | Emilia-Romagna                                      | FI                     | FI                           |
| Maurizio Gasparri                  | Calabria                                            | AN                     | AN                           |
| Pietro Gasperoni                   | Marche - Fano                                       | L'Ulivo                | DS                           |
| Luigi Gastaldi                     | Lombardia 3 - Voghera                               | Casa delle Libertà     | FI                           |
| Antonino Gazzara                   | Sicilia 2                                           | FI                     | FI                           |
| Paolo Gentiloni                    | Piemonte 2                                          | DL                     | DL (Dem)                     |
| Giuseppe Geraci                    | Calabria - Corigliano Calabro                       | Casa delle Libertà     | AN                           |
| Basilio Germanà                    | Sicilia 2 - Barcellona Pozzo di Gotto               | Casa delle Libertà     | FI                           |
| Niccolò Ghedini                    | Veneto 1 - Este                                     | Casa delle Libertà     | FI                           |
| Agostino Ghiglia                   | Piemonte 1 (rec. coll. Collegno)                    | AN                     | AN                           |
| Luigi Giacco                       | Marche - Osimo                                      | L'Ulivo                | DS                           |
| Roberto Giachetti                  | Marche                                              | DL                     | DL (Dem)                     |
| Alfonso Gianni                     | Lombardia 2                                         | PRC                    | Misto/PRC                    |
| Giuseppe Gianni                    | Sicilia 2 - Augusta                                 | Casa delle Libertà     | CCD-CDU (CDU)                |
| Andrea Gibelli                     | Lombardia 3 - Crema                                 | Casa delle Libertà     | LN                           |
| Rodolfo Gigli                      | Lazio 2 - Tarquinia                                 | Casa delle Libertà     | FI                           |
| Franco Giordano                    | Emilia-Romagna                                      | PRC                    | Misto/PRC                    |
| Alberto Giorgetti                  | Veneto 1 - Verona Est                               | Casa delle Libertà     | AN                           |
| Giancarlo Giorgetti                | Lombardia 2 - Sesto Calende                         | Casa delle Libertà     | LN                           |
| Carlo Giovanardi                   | Lombardia 2 - Lecco                                 | Casa delle Libertà     | CCD-CDU (CCD)                |
| Aurelio Gironda Veraldi            | Puglia - Bari Libertà - Marconi                     | Casa delle Libertà     | AN                           |
| Gaspare Giudice                    | Sicilia 1 - Palermo - Villagrazia                   | Casa delle Libertà     | FI                           |
| Giuseppe Giulietti                 | Umbria - Gubbio                                     | L'Ulivo                | DS                           |
| Alfiero Grandi                     | Emilia-Romagna - Bologna - Borgo Panigale           | L'Ulivo                | DS                           |
| Giovanna Grignaffini               | Emilia-Romagna - San Lazzaro di Savena              | L'Ulivo                | DS                           |
| Franco Grillini                    | Emilia-Romagna                                      | DS                     | DS                           |
| Massimo Grillo                     | Sicilia 1 - Marsala                                 | Casa delle Libertà     | CCD-CDU (CDU)                |
| Ugo Maria Gianfranco Grimaldi      | Sicilia 2 - Enna                                    | Casa delle Libertà     | FI                           |
| Franco Grotto                      | Veneto 1 - Adria                                    | L'Ulivo                | Misto/SDI                    |
| Roberto Guerzoni                   | Emilia-Romagna - Mirandola                          | L'Ulivo                | DS                           |
| Sergio Iannuccilli                 | Campania 1 - Napoli San Carlo Arena                 | Casa delle Libertà     | FI                           |
| Tino Iannuzzi                      | Campania 2 - Salerno - Mercato San Severino         | L'Ulivo                | DL (PPI)                     |
| Riccardo Illy                      | Friuli-Venezia Giulia - Trieste - Muggia            | L'Ulivo - Con Illy     | Misto (Con Illy per Trieste) |
| Renzo Innocenti                    | Toscana - Pistoia                                   | L'Ulivo                | DS                           |
| Ugo Intini                         | Liguria - Genova - Sestri Ponente                   | L'Ulivo                | Misto/SDI                    |
| Angelo Michele Iorio               | Molise                                              | FI                     | FI                           |
| Giovanni Jacini                    | Lombardia 3 - Soresina                              | Casa delle Libertà     | FI                           |
| Giorgio Jannone                    | Lombardia 2 - Costa Volpino                         | Casa delle Libertà     | FI                           |
| Giovanni Kessler                   | Trentino-Alto Adige - Trento                        | L'Ulivo                | DS                           |
| Saverio La Grua                    | Sicilia 2 - Vittoria                                | Casa delle Libertà     | AN                           |
| Giorgio La Malfa                   | Emilia-Romagna                                      | FI                     | Misto (PRI)                  |
| Ignazio La Russa                   | Lombardia 1 - Milano 2                              | Casa delle Libertà     | AN                           |
| Giulio Antonio La Starza           | Lazio 2 - Cassino                                   | Casa delle Libertà     | AN                           |
| Grazia Labate                      | Liguria                                             | DS                     | DS                           |
| Salvatore Ladu                     | Sardegna - Macomer                                  | L'Ulivo                | DL (PPI)                     |
| Giorgio Lainati                    | Lombardia 1                                         | FI                     | FI                           |
| Donato Lamorte                     | Lazio 1                                             | AN                     | AN                           |
| Gian Paolo Landi di Chiavenna      | Lombardia 1 - Cologno Monzese                       | Casa delle Libertà     | AN                           |
| Mario Landolfi                     | Campania 2 - Sessa Aurunca                          | Casa delle Libertà     | AN                           |
| Roberto Lavagnini                  | Piemonte 2 - Biella                                 | Casa delle Libertà     | FI                           |
| Luigi Lazzari                      | Puglia - Maglie                                     | Casa delle Libertà     | FI                           |
| Ivano Leccisi                      | Lombardia 1                                         | FI                     | FI                           |
| Vanni Lenna                        | Friuli-Venezia Giulia - Gemona del Friuli           | Casa delle Libertà     | FI                           |
| Maurizio Leo                       | Piemonte 2                                          | AN                     | AN                           |
| Anna Maria Leone                   | Veneto 1 - Legnago                                  | Casa delle Libertà     | CCD-CDU (CDU)                |
| Antonio Leone                      | Puglia (rec. coll. Manfredonia)                     | FI                     | FI                           |
| Carlo Leoni                        | Lazio 1 - Roma Collatino                            | L'Ulivo                | DS                           |
| Enrico Letta                       | Piemonte 1                                          | DL                     | DL (PPI)                     |
| Mario Lettieri                     | Basilicata - Melfi                                  | L'Ulivo                | DL (Dem)                     |
| Giuseppe Lezza                     | Puglia - Martina Franca                             | Casa delle Libertà     | FI                           |
| Simonetta Licastro Scardino        | Lombardia 2                                         | FI                     | FI                           |
| Marco Lion                         | Marche - Senigallia                                 | L'Ulivo                | Misto/FdV                    |
| Silvio Liotta                      | Sicilia 1 - Partinico                               | Casa delle Libertà     | CCD-CDU (CCD)                |
| Ugo Lisi                           | Puglia - Lecce                                      | Casa delle Libertà     | AN                           |
| Guido Lo Porto                     | Sicilia 1                                           | AN                     | AN                           |
| Antonino Lo Presti                 | Sicilia 1 - Palermo - Capaci                        | Casa delle Libertà     | AN                           |
| Tonino Loddo                       | Sardegna - Tortolì                                  | L'Ulivo                | DL (Dem)                     |
| Santino Loddo                      | Lombardia 1 (rec. coll. Cologno Monzese)            | DL                     | DL                           |
| Agazio Loiero                      | Calabria - Isola di Capo Rizzuto                    | L'Ulivo                | DL (UDEUR)                   |
| Giovanni Lolli                     | Abruzzo                                             | DS                     | DS                           |
| Antonio Lorusso                    | Puglia - Bari San Paolo - Stanic                    | Casa delle Libertà     | FI                           |
| Stefano Losurdo                    | Lombardia 3 - Pavia                                 | Casa delle Libertà     | AN                           |
| Mimmo Lucà                         | Piemonte 1 - Rivoli                                 | L'Ulivo                | DS                           |
| Francesco Paolo Lucchese           | Sicilia 1 - Alcamo                                  | Casa delle Libertà     | CCD-CDU (CCD)                |
| Marcella Lucidi                    | Lazio 1 - Roma Ardeatino                            | L'Ulivo                | DS                           |
| Andrea Lulli                       | Toscana - Prato - Montemurlo                        | L'Ulivo                | DS                           |
| Giuseppe Lumia                     | Sicilia 1                                           | DS                     | DS                           |
| Antonio Luongo                     | Basilicata - Lauria                                 | L'Ulivo                | DS                           |
| Maurizio Enzo Lupi                 | Lombardia 2 - Merate                                | Casa delle Libertà     | FI                           |
| Renzo Lusetti                      | Marche - Pesaro                                     | L'Ulivo                | DL (PPI)                     |
| Carolina Lussana                   | Lombardia 2 - Albino                                | Casa delle Libertà     | LN                           |
| Antonio Maccanico                  | Campania 2 - Avellino                               | L'Ulivo                | DL (Dem)                     |
| Giulio Maceratini                  | Lazio 1                                             | AN                     | AN                           |
| Ernesto Maggi                      | Puglia                                              | AN                     | AN                           |
| Beatrice Maria Magnolfi            | Toscana                                             | DS                     | DS                           |
| Francesco Maione                   | Campania 2 - Santa Maria Capua Vetere               | Casa delle Libertà     | FI                           |
| Gennaro Malgieri                   | Puglia                                              | AN                     | AN                           |
| Giacomo Mancini                    | Calabria                                            | DS                     | DS                           |
| Filippo Mancuso                    | Sicilia 1 - Palermo - Libertà                       | Casa delle Libertà     | FI                           |
| Gianni Mancuso                     | Piemonte 2 - Novara                                 | Casa delle Libertà     | AN                           |
| Luigi Maninetti                    | Lombardia 2 - Ghedi                                 | Casa delle Libertà     | CCD-CDU (CCD)                |
| Pierluigi Mantini                  | Toscana                                             | DL                     | DL (Dem)                     |
| Ramon Mantovani                    | Toscana                                             | PRC                    | Misto/PRC                    |
| Paola Manzini                      | Emilia-Romagna - Vignola                            | L'Ulivo                | DS                           |
| Alessandro Maran                   | Friuli-Venezia Giulia - Gorizia                     | L'Ulivo                | DS                           |
| Luca Marcora                       | Emilia-Romagna - Parma - Collecchio                 | L'Ulivo                | DL (Dem)                     |
| Paola Mariani                      | Marche - Civitanova Marche                          | L'Ulivo                | DS                           |
| Raffaella Mariani                  | Toscana - Capannori                                 | L'Ulivo                | DS                           |
| Giuseppe Francesco Maria Marinello | Sicilia 1 - Sciacca                                 | Casa delle Libertà     | FI                           |
| Franco Marini                      | Abruzzo - Montesilvano                              | L'Ulivo                | DL (PPI)                     |
| Arnaldo Mariotti                   | Abruzzo - Vasto                                     | L'Ulivo                | DS                           |
| Riccardo Marone                    | Campania 1 - Napoli Pianura                         | L'Ulivo                | DS                           |
| Roberto Maroni                     | Lombardia 2 - Varese                                | Casa delle Libertà     | LN                           |
| Giovanni Marras                    | Sardegna - Oristano                                 | Casa delle Libertà     | FI                           |
| Andrea Martella                    | Veneto 2                                            | DS                     | DS                           |
| Ugo Martinat                       | Piemonte 1 - Torino 1                               | Casa delle Libertà     | AN                           |
| Piergiorgio Martinelli             | Lombardia 2 - Seriate                               | Casa delle Libertà     | LN                           |
| Francesca Martini                  | Veneto 1 - San Giovanni Lupatoto                    | Casa delle Libertà     | LN                           |
| Luigi Martini                      | Toscana                                             | AN                     | AN                           |
| Antonio Martino                    | Sicilia 2                                           | FI                     | FI                           |
| Antonio Martusciello               | Campania 1                                          | FI                     | FI                           |
| Antonio Marzano                    | Campania 2                                          | FI                     | FI                           |
| Graziella Mascia                   | Liguria                                             | PRC                    | Misto/PRC                    |
| Mario Masini                       | Lazio 1 - Marino                                    | Casa delle Libertà     | FI                           |
| Piergiorgio Massidda               | Sardegna                                            | FI                     | FI                           |
| Clemente Mastella                  | Campania 2                                          | DL                     | DL (UDEUR)                   |
| Sergio Mattarella                  | Trentino-Alto Adige                                 | DL                     | DL (PPI)                     |
| Altero Matteoli                    | Toscana - Lucca                                     | Casa delle Libertà     | AN                           |
| Pietro Maurandi                    | Sardegna - Iglesias                                 | L'Ulivo                | DS                           |
| Giovanni Mauro                     | Sicilia 2 - Ragusa                                  | Casa delle Libertà     | FI                           |
| Graziano Mazzarello                | Liguria - Genova Parenzo                            | L'Ulivo                | DS                           |
| Antonio Mazzocchi                  | Lazio 2                                             | AN                     | AN                           |
| Erminia Mazzoni                    | Campania 2 - Ariano Irpino                          | Casa delle Libertà     | CCD-CDU (CCD)                |
| Carla Mazzuca Poggiolini           | Emilia-Romagna                                      | DL                     | DL (Dem)                     |
| Luigi Giuseppe Meduri              | Calabria - Locri                                    | L'Ulivo                | DL (PPI)                     |
| Giovanna Melandri                  | Lazio 1 - Roma centro                               | L'Ulivo                | DS                           |
| Roberto Menia                      | Friuli-Venezia Giulia - Trieste centro              | Casa delle Libertà     | AN                           |
| Antonio Mereu                      | Sardegna - Carbonia                                 | Casa delle Libertà     | CCD-CDU (CCD)                |
| Giorgio Merlo                      | Piemonte 1 - Pinerolo                               | L'Ulivo                | DL (PPI)                     |
| Marcello Meroi                     | Lazio 2 - Viterbo                                   | Casa delle Libertà     | AN                           |
| Vittorio Messa                     | Lazio 1 - Guidonia Montecelio                       | Casa delle Libertà     | AN                           |
| Gianfranco Micciché                | Sicilia 1                                           | FI                     | FI                           |
| Enrico Micheli                     | Umbria - Terni                                      | L'Ulivo                | DL (Dem)                     |
| Alberto Michelini                  | Lombardia 2                                         | FI                     | FI                           |
| Riccardo Migliori                  | Toscana                                             | AN                     | AN                           |
| Riccardo Milana                    | Lazio 1 - Roma Ostiense                             | L'Ulivo                | DL (Dem)                     |
| Lorena Milanato                    | Veneto 1 - Albignasego                              | Casa delle Libertà     | FI                           |
| Guido Milanese                     | Campania 2 - Scafati                                | Casa delle Libertà     | FI                           |
| Vincenzo Milioto                   | Sicilia 1 - Canicattì                               | Casa delle Libertà     | Misto (NPSI)                 |
| Marco Minniti                      | Calabria                                            | DS                     | DS                           |
| Fabio Stefano Minoli Rota          | Lombardia 1 - San Giuliano Milanese                 | Casa delle Libertà     | FI                           |
| Filippo Misuraca                   | Sicilia 1 - Caltanissetta                           | Casa delle Libertà     | FI                           |
| Daniele Molgora                    | Lombardia 2 - Chiari                                | Casa delle Libertà     | LN                           |
| Giuseppe Molinari                  | Basilicata - Potenza                                | L'Ulivo                | DL (PPI)                     |
| Franco Monaco                      | Umbria - Perugia centro                             | L'Ulivo                | DL (Dem)                     |
| Gabriella Mondello                 | Liguria - Chiavari                                  | Casa delle Libertà     | FI                           |
| Giovanni Mongiello                 | Puglia - Modugno                                    | Casa delle Libertà     | CCD-CDU (CDU)                |
| Elena Montecchi                    | Emilia-Romagna                                      | DS                     | DS                           |
| Lorenzo Montecuollo                | Campania 2 - Capua                                  | Casa delle Libertà     | CCD-CDU (CCD)                |
| Danilo Moretti                     | Friuli-Venezia Giulia - Cervignano del Friuli       | Casa delle Libertà     | FI                           |
| Gianfranco Morgando                | Piemonte 1 - Torino 7                               | L'Ulivo                | DL (PPI)                     |
| Nino Mormino                       | Sicilia 1 - Cefalù                                  | Casa delle Libertà     | FI                           |
| Chiara Moroni                      | Lombardia 2 - Rezzato                               | Casa delle Libertà     | Misto (NPSI)                 |
| Donato Renato Mosella              | Lazio 1 - Roma Zona Sub Gianicolense                | L'Ulivo                | DL (Dem)                     |
| Carmen Motta                       | Emilia-Romagna - Parma centro                       | L'Ulivo                | DS                           |
| Luigi Muratori                     | Lazio 2                                             | FI                     | FI                           |
| Fabio Mussi                        | Toscana - Piombino                                  | L'Ulivo                | DS                           |
| Alessandra Mussolini               | Campania 1 - Napoli - Ischia                        | Casa delle Libertà     | AN                           |
| Enrico Nan                         | Liguria - Albenga                                   | Casa delle Libertà     | FI                           |
| Rolando Nannicini                  | Toscana - Montevarchi                               | L'Ulivo                | DS                           |
| Angela Napoli                      | Calabria - Palmi                                    | Casa delle Libertà     | AN                           |
| Osvaldo Napoli                     | Piemonte 1 - Giaveno                                | Casa delle Libertà     | FI                           |
| Giuseppe Naro                      | Sicilia 2 - Milazzo                                 | Casa delle Libertà     | CCD-CDU (CCD)                |
| Nerio Nesi                         | Liguria - Sarzana                                   | L'Ulivo                | Misto/PdCI                   |
| Vincenzo Nespoli                   | Campania 2                                          | AN                     | AN                           |
| Nicolò Nicolosi                    | Sicilia 1 - Termini Imerese                         | Casa delle Libertà     | Misto (Nuova Sicilia)        |
| Benedetto Nicotra                  | Piemonte 1 - Moncalieri                             | Casa delle Libertà     | FI                           |
| Gonario Nieddu                     | Toscana                                             | DS                     | DS                           |
| Alberto Nigra                      | Piemonte 1 - Torino 4                               | L'Ulivo                | DS                           |
| Giampaolo Nuvoli                   | Sardegna - Porto Torres                             | Casa delle Libertà     | FI                           |
| Gerardo Mario Oliverio             | Calabria - Rossano                                  | L'Ulivo                | DS                           |
| Luigi Olivieri                     | Trentino-Alto Adige - Lavis                         | L'Ulivo                | DS                           |
| Francesco Onnis                    | Sardegna - Serramanna                               | Casa delle Libertà     | AN                           |
| Antonio Oricchio                   | Campania 2 - Vallo della Lucania                    | Casa delle Libertà     | FI                           |
| Andrea Giorgio Felice Maria Orsini | Veneto 1 - Arzignano                                | Casa delle Libertà     | FI                           |
| Massimo Ostillio                   | Puglia - Taranto Italia - Monte Granaro             | L'Ulivo                | DL (UDEUR)                   |
| Rosella Ottone                     | Emilia-Romagna - Ferrara - Cento                    | L'Ulivo                | DS                           |
| Marcello Pacini                    | Piemonte 2                                          | FI                     | FI                           |
| Giancarlo Pagliarini               | Lombardia 1 - Paderno Dugnano                       | Casa delle Libertà     | LN                           |
| Nitto Francesco Palma              | Veneto 2 - Oderzo                                   | Casa delle Libertà     | FI                           |
| Antonio Palmieri                   | Lombardia 2 - Cantù                                 | Casa delle Libertà     | FI                           |
| Giuseppe Palumbo                   | Sicilia 2 - Catania Picanello                       | Casa delle Libertà     | FI                           |
| Giorgio Panattoni                  | Piemonte 1 - Ivrea                                  | L'Ulivo                | DS                           |
| Maurizio Paniz                     | Veneto 2 - Belluno                                  | Casa delle Libertà     | FI                           |
| Patrizia Paoletti Tangheroni       | Piemonte 2                                          | FI                     | FI                           |
| Benito Paolone                     | Sicilia 2 - Catania Cardinale                       | Casa delle Libertà     | AN                           |
| Andrea Papini                      | Emilia-Romagna - Bologna - Pianoro                  | L'Ulivo                | DL (Dem)                     |
| Domenico Pappaterra                | Calabria - Castrovillari                            | L'Ulivo                | Misto/SDI                    |
| Arturo Parisi                      | Emilia-Romagna - Bologna - Mazzini                  | L'Ulivo                | DL (Dem)                     |
| Eolo Parodi                        | Liguria                                             | FI                     | FI                           |
| Adriano Paroli                     | Lombardia 2 - Desenzano del Garda                   | Casa delle Libertà     | FI                           |
| Ugo Parolo                         | Lombardia 2 - Morbegno                              | Casa delle Libertà     | LN                           |
| Giorgio Pasetto                    | Lazio 1 - Roma Prenestino-Centocelle                | L'Ulivo                | DL (PPI)                     |
| Carmine Santo Patarino             | Puglia - Massafra                                   | Casa delle Libertà     | AN                           |
| Renzo Patria                       | Piemonte 2 - Novi Ligure                            | Casa delle Libertà     | FI                           |
| Alfonso Pecoraro Scanio            | Campania 1 - Napoli Arenella                        | L'Ulivo                | Misto/FdV                    |
| Gaetano Pecorella                  | Lombardia 1 - Milano 6                              | Casa delle Libertà     | FI                           |
| Laura Pennacchi                    | Toscana - Livorno - Rosignano Marittimo             | L'Ulivo                | DS                           |
| Antonio Pepe                       | Puglia - Foggia centro                              | Casa delle Libertà     | AN                           |
| Luigi Pepe                         | Puglia - Tricase                                    | L'Ulivo                | DL (UDEUR)                   |
| Mario Pepe                         | Lazio 1 - Velletri                                  | Casa delle Libertà     | FI                           |
| Ettore Peretti                     | Veneto 1 - San Martino Buon Albergo                 | Casa delle Libertà     | CCD-CDU (CCD)                |
| Italico Perlini                    | Lazio 2 - Alatri                                    | Casa delle Libertà     | FI                           |
| Aldo Perrotta                      | Campania 1 (rec. coll. Napoli Ponticelli)           | FI                     | FI                           |
| Mario Pescante                     | Lazio 1                                             | FI                     | FI                           |
| Giuseppe Petrella                  | Campania 1 - Portici                                | L'Ulivo                | DS                           |
| Antonio Pezzella                   | Campania 1 - Casoria                                | Casa delle Libertà     | AN                           |
| Donato Piglionica                  | Puglia - Altamura                                   | L'Ulivo                | DS                           |
| Roberta Pinotti                    | Liguria - Genova - Campomorone                      | L'Ulivo                | DS                           |
| Maria Gabriella Pinto              | Lombardia 3                                         | FI                     | FI                           |
| Roberto Pinza                      | Emilia-Romagna - Cesena                             | L'Ulivo                | DL (PPI)                     |
| Silvana Pisa                       | Lazio 1                                             | DS                     | DS                           |
| Beppe Pisanu                       | Sardegna                                            | FI                     | FI                           |
| Giuliano Pisapia                   | Lombardia 1                                         | PRC                    | Misto/PRC                    |
| Rino Piscitello                    | Lazio 1                                             | DL                     | DL (Dem)                     |
| Pino Pisicchio                     | Calabria                                            | DL                     | DL (RI)                      |
| Lapo Pistelli                      | Toscana - Scandicci                                 | L'Ulivo                | DL (PPI)                     |
| Gabriella Pistone                  | Lazio 1 - Roma Pietralata                           | L'Ulivo                | Misto/PdCI                   |
| Giancarlo Pittelli                 | Calabria - Soverato                                 | Casa delle Libertà     | FI                           |
| Barbara Pollastrini                | Lombardia 1                                         | DS                     | DS                           |
| Massimo Polledri                   | Emilia-Romagna - Fiorenzuola d'Arda                 | Casa delle Libertà     | LN                           |
| Carmelo Porcu                      | Sardegna - Sassari                                  | Casa delle Libertà     | AN                           |
| Guido Possa                        | Lombardia 1 - Pioltello                             | Casa delle Libertà     | FI                           |
| Antonio Potenza                    | Basilicata - Pisticci                               | L'Ulivo                | DL (UDEUR)                   |
| Aldo Preda                         | Emilia-Romagna - Ravenna - Cervia                   | L'Ulivo                | DS                           |
| Stefania Prestigiacomo             | Sicilia 2 - Siracusa                                | Casa delle Libertà     | FI                           |
| Cesare Previti                     | Lazio 1 - Roma Tomba di Nerone                      | Casa delle Libertà     | FI                           |
| Erminio Angelo Quartiani           | Lombardia 1                                         | DS                     | DS                           |
| Franco Raffaldini                  | Lombardia 3 - Suzzara                               | L'Ulivo                | DS                           |
| Enzo Raisi                         | Emilia-Romagna                                      | AN                     | AN                           |
| Luigi Ramponi                      | Veneto 2 - San Dona' di Piave                       | Casa delle Libertà     | AN                           |
| Michele Ranieli                    | Calabria - Vibo Valentia                            | Casa delle Libertà     | CCD-CDU (CDU)                |
| Umberto Ranieri                    | Campania 1                                          | DS                     | DS                           |
| Lino Rava                          | Piemonte 2 - Acqui Terme                            | L'Ulivo                | DS                           |
| Ermete Realacci                    | Toscana - Pisa                                      | L'Ulivo                | DL (Dem)                     |
| Giuliana Reduzzi                   | Lombardia 2 (rec. coll. Ponte San Pietro)           | DL                     | DL (PPI)                     |
| Eugenio Riccio                     | Molise - Isernia                                    | Casa delle Libertà     | AN                           |
| Paolo Ricciotti                    | Lazio 1 - Roma Torre Angela                         | Casa delle Libertà     | FI                           |
| Riccardo Ricciuti                  | Lazio 2 - Aprilia                                   | Casa delle Libertà     | FI                           |
| Dario Rivolta                      | Lombardia 1 - Desio                                 | Casa delle Libertà     | FI                           |
| Cesare Rizzi                       | Lombardia 2 - Erba                                  | Casa delle Libertà     | LN                           |
| Marco Rizzo                        | Toscana - Firenze - Pontassieve                     | L'Ulivo                | Misto/PdCI                   |
| Carla Rocchi                       | Lazio 1 - Roma Val Melaina                          | L'Ulivo                | Misto/FdV                    |
| Flavio Rodeghiero                  | Veneto 1 - Cittadella                               | Casa delle Libertà     | LN                           |
| Carlo Rognoni                      | Liguria - Genova - San Fruttuoso                    | L'Ulivo                | DS                           |
| Paolo Romani                       | Lombardia 1 - Busto Garolfo                         | Casa delle Libertà     | FI                           |
| Francesco Saverio Romano           | Sicilia 1 - Bahgeria                                | Casa delle Libertà     | CCD-CDU (CDU)                |
| Giuseppe Romele                    | Lombardia 2 - Brescia - Roncadelle                  | Casa delle Libertà     | FI                           |
| Ettore Romoli                      | Friuli-Venezia Giulia                               | FI                     | FI                           |
| Andrea Ronchi                      | Lombardia 1                                         | AN                     | AN                           |
| Guglielmo Rositani                 | Lazio 2 - Rieti                                     | Casa delle Libertà     | AN                           |
| Guido Giuseppe Rossi               | Piemonte 2 - Savigliano                             | Casa delle Libertà     | LN                           |
| Nicola Rossi                       | Puglia - Barletta                                   | L'Ulivo                | DS                           |
| Sergio Rossi                       | Lombardia 2 - Zogno                                 | Casa delle Libertà     | LN                           |
| Giuseppe Rossiello                 | Puglia - Bitonto                                    | L'Ulivo                | DS                           |
| Roberto Rosso                      | Piemonte 1                                          | FI                     | FI                           |
| Gianfranco Rotondi                 | Lombardia 1 - Rho                                   | Casa delle Libertà     | CCD-CDU (CDU)                |
| Antonio Rotundo                    | Puglia - Galatina                                   | L'Ulivo                | DS                           |
| Ruggero Ruggeri                    | Lombardia 3 - Mantova                               | L'Ulivo                | DL (PPI)                     |
| Antonio Rugghia                    | Lazio 1 - Roma - Ciampino                           | L'Ulivo                | DS                           |
| Orlando Ruggieri                   | Marche - Ascoli Piceno                              | L'Ulivo                | DL                           |
| Antonio Rusconi                    | Lombardia 2 (rec. coll. Lecco)                      | DL                     | DL (PPI)                     |
| Giovanni Russo Spena               | Campania 1                                          | PRC                    | Misto/PRC                    |
| Antonio Russo                      | Campania 1 - Giugliano in Campania                  | Casa delle Libertà     | FI                           |
| Paolo Russo                        | Campania 1 - Nola                                   | Casa delle Libertà     | FI                           |
| Roberto Ruta                       | Molise - Campobasso                                 | L'Ulivo                | DL (PPI)                     |
| Francesco Rutelli                  | Lazio 1 - Roma Prenestino-Labicano                  | L'Ulivo                | DL (Dem)                     |
| Piero Ruzzante                     | Veneto 1 - Padova centro storico                    | L'Ulivo                | DS                           |
| Sergio Sabattini                   | Emilia-Romagna - Casalecchio di Reno                | L'Ulivo                | DS                           |
| Stefano Saglia                     | Lombardia 2 - Brescia - Flero                       | Casa delle Libertà     | AN                           |
| Maurizio Saia                      | Veneto 1 - Padova - Selvazzano Dentro               | Casa delle Libertà     | AN                           |
| Giovanni Mario Salvino Burtone     | Sicilia 2                                           | DL                     | DL (PPI)                     |
| Italo Sandi                        | Veneto 2 - Feltre                                   | L'Ulivo                | DS                           |
| Alfredo Sandri                     | Emilia-Romagna - Comacchio                          | L'Ulivo                | DS                           |
| Giulio Santagata                   | Emilia-Romagna - Modena centro                      | L'Ulivo                | DL (Dem)                     |
| Jole Santelli                      | Calabria - Paola                                    | Casa delle Libertà     | FI                           |
| Angelo Santori                     | Lazio 1 - Colleferro                                | Casa delle Libertà     | FI                           |
| Paolo Santulli                     | Campania 2 - Aversa                                 | Casa delle Libertà     | FI                           |
| Angelo Sanza                       | Puglia                                              | FI                     | FI                           |
| Michele Saponara                   | Lombardia 1 - Milano 4                              | Casa delle Libertà     | FI                           |
| Luciano Mario Sardelli             | Puglia - Mesagne                                    | Casa delle Libertà     | FI                           |
| Giuseppe Ferruccio Saro            | Friuli-Venezia Giulia - Codroipo                    | Casa delle Libertà     | FI                           |
| Alba Sasso                         | Puglia                                              | DS                     | DS                           |
| Benito Savo                        | Lazio 2 - Frosinone                                 | Casa delle Libertà     | FI                           |
| Claudio Scajola                    | Liguria - Imperia                                   | Casa delle Libertà     | FI                           |
| Giuseppe Scalia                    | Sicilia 1 - Agrigento                               | Casa delle Libertà     | AN                           |
| Gianluigi Scaltritti               | Marche - San Benedetto del Tronto                   | Casa delle Libertà     | FI                           |
| Paolo Scarpa Bonazza Buora         | Trentino-Alto Adige                                 | FI                     | FI                           |
| Giampietro Scherini                | Lombardia 2 - Sondrio                               | Casa delle Libertà     | FI                           |
| Giulio Schmidt                     | Lombardia 1 - Monza                                 | Casa delle Libertà     | FI                           |
| Roberto Sciacca                    | Lazio 1 - Roma Primavalle                           | L'Ulivo                | DS                           |
| Sauro Sedioli                      | Emilia-Romagna - Forlì                              | L'Ulivo                | DS                           |
| Gustavo Selva                      | Veneto 2 - Treviso                                  | Casa delle Libertà     | AN                           |
| Antonio Serena                     | Veneto 2                                            | AN                     | AN                           |
| Marina Sereni                      | Umbria - Foligno                                    | L'Ulivo                | DS                           |
| Vittorio Sgarbi                    | Veneto 1                                            | FI                     | FI                           |
| Cosimo Giuseppe Sgobio             | Emilia-Romagna - Modena - Sassuolo                  | L'Ulivo                | Misto/PdCI                   |
| Vincenzo Siniscalchi               | Campania 1 - Napoli Vomero                          | L'Ulivo                | DS                           |
| Giannicola Sinisi                  | Puglia - Andria                                     | L'Ulivo                | DL (PPI)                     |
| Antonio Soda                       | Emilia-Romagna - Reggio Emilia                      | L'Ulivo                | DS                           |
| Antonello Soro                     | Sardegna - Nuoro                                    | L'Ulivo                | DL (PPI)                     |
| Nino Sospiri                       | Abruzzo - Pescara                                   | Casa delle Libertà     | AN                           |
| Domenicantonio Spina Diana         | Puglia - San Giovanni Rotondo                       | Casa delle Libertà     | FI                           |
| Valdo Spini                        | Toscana - Firenze 3                                 | L'Ulivo                | DS                           |
| Pietro Squeglia                    | Campania 2 - Maddaloni                              | L'Ulivo                | DL (PPI)                     |
| Francesco Stagno d'Alcontres       | Sicilia 2 - Taormina                                | Casa delle Libertà     | FI                           |
| Stefano Stefani                    | Veneto 1 - Vicenza                                  | Casa delle Libertà     | LN                           |
| Egidio Sterpa                      | Lombardia 1 - Milano 8                              | Casa delle Libertà     | FI                           |
| Francesco Stradella                | Piemonte 2 - Alessandria                            | Casa delle Libertà     | FI                           |
| Marco Stradiotto                   | Veneto 2 - Mirano                                   | L'Ulivo                | DL (PPI)                     |
| Alberto Stramaccioni               | Umbria - Perugia - Todi                             | L'Ulivo                | DS                           |
| Nino Strano                        | Sicilia 2 - Catania - Misterbianco                  | Casa delle Libertà     | AN                           |
| Giacomo Stucchi                    | Lombardia 2 - Ponte San Pietro                      | Casa delle Libertà     | LN                           |
| Marco Susini                       | Toscana - Livorno - Collesalvetti                   | L'Ulivo                | DS                           |
| Bruno Tabacci                      | Lombardia 3 - Castiglione delle Stiviere            | Casa delle Libertà     | CCD-CDU (CCD)                |
| Mario Alberto Taborelli            | Lombardia 2 - Olgiate Comasco                       | Casa delle Libertà     | FI                           |
| Marcello Taglialatela              | Campania 1 - Napoli Secondigliano                   | Casa delle Libertà     | AN                           |
| Italo Tanoni                       | Puglia                                              | DL                     | DL (RI)                      |
| Flavio Tanzilli                    | Lazio 2 - Sora                                      | Casa delle Libertà     | CCD-CDU (CDU)                |
| Carlo Taormina                     | Lombardia 1 - Melzo                                 | Casa delle Libertà     | FI                           |
| Giuseppe Tarantino                 | Puglia - Manduria                                   | Casa delle Libertà     | FI                           |
| Vittorio Tarditi                   | Piemonte 2 - Trecate                                | Casa delle Libertà     | FI                           |
| Mario Tassone                      | Calabria - Catanzaro                                | Casa delle Libertà     | CCD-CDU (CDU)                |
| Piero Testoni                      | Lazio 1 - Monterotondo                              | Casa delle Libertà     | FI                           |
| Pietro Tidei                       | Lazio 1 - Civitavecchia                             | L'Ulivo                | DS                           |
| Walter Tocci                       | Lazio 1 - Roma Gianicolense                         | L'Ulivo                | DS                           |
| Francesco Tolotti                  | Lombardia 2                                         | DS                     | DS                           |
| Roberto Tortoli                    | Toscana - Grosseto                                  | Casa delle Libertà     | FI                           |
| Enzo Trantino                      | Sicilia 2 - Gravina di Catania                      | Casa delle Libertà     | AN                           |
| Mirko Tremaglia                    | Lombardia 2 - Bergamo                               | Casa delle Libertà     | AN                           |
| Giulio Tremonti                    | Veneto 1                                            | FI                     | FI                           |
| Lalla Trupia                       | Veneto 1                                            | DS                     | DS                           |
| Michele Tucci                      | Puglia - Taranto Solito Corvisea                    | Casa delle Libertà     | CCD-CDU (CCD)                |
| Domenico Tuccillo                  | Campania 1 - Afragola                               | L'Ulivo                | DL (PPI)                     |
| Livia Turco                        | Piemonte 1 - Collegno                               | L'Ulivo                | DS                           |
| Giuliano Urbani                    | Lombardia 1 - Vimercate                             | Casa delle Libertà     | FI                           |
| Adolfo Urso                        | Veneto 1                                            | AN                     | AN                           |
| Mario Valducci                     | Lombardia 1 - Milano 5                              | Casa delle Libertà     | FI                           |
| Giuseppe Valentino                 | Calabria - Reggio Calabria Sbarre                   | Casa delle Libertà     | AN                           |
| Tiziana Valpiana                   | Veneto 1                                            | PRC                    | Misto/PRC                    |
| Luigino Vascon                     | Veneto 1 - Dueville                                 | Casa delle Libertà     | LN                           |
| Walter Veltroni                    | Lazio 2                                             | DS                     | DS                           |
| Nichi Vendola                      | Puglia                                              | PRC                    | Misto/PRC                    |
| Giacomo Ventura                    | Sicilia 1 - Gela                                    | Casa delle Libertà     | FI                           |
| Michele Ventura                    | Toscana - Bagno a Ripoli                            | L'Ulivo                | DS                           |
| Denis Verdini                      | Toscana                                             | FI                     | FI                           |
| Gianni Vernetti                    | Piemonte 1 - Torino 3                               | L'Ulivo                | DL (Dem)                     |
| Antonio Giuseppe Maria Verro       | Lombardia 3 - Cremona                               | Casa delle Libertà     | FI                           |
| Saverio Vertone Grimaldi           | Piemonte 1 - Torino 6                               | L'Ulivo                | Misto/PdCI (RI)              |
| Eugenio Viale                      | Piemonte 2 - Casale Monferrato                      | Casa delle Libertà     | FI                           |
| Michele Vianello                   | Veneto 2 - Venezia San Marco                        | L'Ulivo                | DS                           |
| Guido Viceconte                    | Puglia                                              | FI                     | FI                           |
| Pasquale Viespoli                  | Campania 2 - Benevento                              | Casa delle Libertà     | AN                           |
| Michele Vietti                     | Piemonte 1 - Rivarolo Canavese                      | Casa delle Libertà     | CCD-CDU (CCD)                |
| Fabrizio Vigni                     | Toscana - Siena                                     | L'Ulivo                | DS                           |
| Achille Villani Miglietta          | Puglia - Squinzano                                  | Casa delle Libertà     | AN                           |
| Riccardo Villari                   | Campania 1 - Pomigliano d'Arco                      | L'Ulivo                | DL (UDEUR)                   |
| Roberto Villetti                   | Toscana - Sesto Fiorentino                          | L'Ulivo                | Misto/SDI                    |
| Luciano Violante                   | Piemonte 1 - Torino 2                               | L'Ulivo                | DS                           |
| Vincenzo Visco                     | Emilia-Romagna - Guastalla                          | L'Ulivo                | DS                           |
| Luigi Vitali                       | Puglia - Francavilla Fontana                        | Casa delle Libertà     | FI                           |
| Alfredo Vito                       | Campania 1 - Gragnano                               | Casa delle Libertà     | FI                           |
| Elio Vito                          | Umbria                                              | FI                     | FI                           |
| Luca Volontè                       | Lombardia 2 - Busto Arsizio                         | Casa delle Libertà     | CCD-CDU (CDU)                |
| Domenico Volpini                   | Lazio 1 - Roma Appio-Latino                         | L'Ulivo                | DL (PPI)                     |
| Johann Georg Widmann               | Trentino-Alto Adige - Bressanone                    | Südtiroler Volkspartei | Misto/ML (SVP)               |
| Vincenzo Zaccheo                   | Lazio 2 - Latina                                    | Casa delle Libertà     | AN                           |
| Marco Zacchera                     | Piemonte 2 - Verbania                               | Casa delle Libertà     | AN                           |
| Francesco Zama                     | Marche - Fermo                                      | Casa delle Libertà     | FI                           |
| Luana Zanella                      | Veneto 2 - Venezia - Mestre                         | L'Ulivo                | Misto/FdV                    |
| Valter Zanetta                     | Piemonte 2 - Vercelli                               | Casa delle Libertà     | FI                           |
| Pierantonio Zanettin               | Veneto 1 - Thiene                                   | Casa delle Libertà     | FI                           |
| Mauro Zani                         | Emilia-Romagna                                      | DS                     | DS                           |
| Katia Zanotti                      | Emilia-Romagna                                      | DS                     | DS                           |
| Karl Zeller                        | Trentino-Alto Adige - Merano                        | Südtiroler Volkspartei | Misto/ML (SVP)               |
| Marino Zorzato                     | Veneto 1 - Vigonza                                  | Casa delle Libertà     | FI                           |
| Massimo Zunino                     | Liguria - Savona                                    | L'Ulivo                | DS                           |

## Particolarità nell'attribuzione dei seggi

### Seggi sovrannumerari della lista Forza Italia
In alcune circoscrizioni, il numero dei seggi spettanti alla lista Forza Italia superava il numero di candidati disponibili. I seggi spettanti a tale lista nelle circoscrizioni in cui non vi era un numero sufficiente di candidati furono compensati, da parte dell'Ufficio centrale nazionale, con quelli ancora disponibili nelle altre circoscrizioni; quindi, vista l'impossibilità di assegnare ancora 2 seggi, proclamò eletti, previa rideterminazione del nuovo quoziente elettorale nazionale (totale delle cifre elettorali nazionali delle liste ammesse al riparto, esclusa quella di Forza Italia), un candidato dei Democratici di Sinistra (Katia Zanotti, circoscrizione Emilia-Romagna) e uno della Margherita (Egidio Banti, circoscrizione Liguria).
| Circoscrizione | Spettanti | Disponibili | Diff. |
| -------------- | --------- | ----------- | ----- |
| Piemonte 1     | 3         | 2           | -1    |
| Piemonte 2     | 3         | 2           | -1    |
| Lombardia 1    | 4         | 3 su 4      | -1    |
| Liguria        | 2         | 1 su 2      | -1    |
| Emilia-Romagna | 3         | 4           | +1    |
| Toscana        | 3         | 3 su 4      | =     |
| Marche         | 1         | 2           | +1    |
| Lazio 1        | 2         | 3 su 4 + 1  | +2    |
| Abruzzo        | 1         | 0 su 1      | -1    |
| Campania 1     | 4         | 3 + 1       | =     |
| Puglia         | 4         | 4 + 1       | +1    |
| Sicilia 1      | 4         | 3           | -1    |
| Sicilia 2      | 3         | 2 su 3      | -1    |
| Totale         | Totale    | Totale      | -2    |

Sono indicati come seggi aggiuntivi disponibili i seggi attribuibili ai candidati in sede maggioritaria che, non concorrendo anche per la quota proporzionale della medesima circoscrizione, abbiano dichiarato il collegamento con la lista Forza Italia.
Dopo le opzioni effettuate dai candidati eletti in più circoscrizioni, risultarono da assegnare 11 ulteriori seggi spettanti a Forza Italia, ancora una volta non attribuibili a tale lista per l'insufficienza di candidature.
La vacanza dei seggi fu determinata dalle opzioni dei seguenti deputati:
- Silvio Berlusconi (coll. Milano 1): Piemonte 1, Lazio 1, Campania 1;
- Giulio Tremonti (circ. Veneto 1): Lombardia 2, Emilia-Romagna;
- Claudio Scajola (coll. Imperia): Marche, Puglia;
- Beppe Pisanu (circ. Sardegna): Lazio 1;
- Elio Vito (circ. Umbria): Lazio 1;
- Paolo Russo (coll. Nola): Campania 2;
- Cesare Previti (coll. Roma Tomba di Nerone): Calabria.

La Giunta delle elezioni si espresse per la non riassegnazione dei detti seggi che, dunque, rimasero vacanti. Complessivamente, Forza Italia ottenne 13 deputati in meno rispetto ai seggi ad essa assegnati: 11 seggi rimasero vacanti, uno fu attribuito ai Democratici di Sinistra (tot. 32 seggi) e uno alla Margherita (tot. 28 seggi).

### Divergenza tra seggi spettanti ed effettivi nella quota proporzionale
| Circoscrizione | Lista                   | Spettanti | Effettivi |
| -------------- | ----------------------- | --------- | --------- |
| Piemonte 1     | Forza Italia            | 3         | 1         |
| Piemonte 2     | Forza Italia            | 3         | 2         |
| Lombardia 1    | Forza Italia            | 4         | 3         |
| Lombardia 2    | Forza Italia            | 4         | 3         |
| Liguria        | La Margherita           | -         | 1         |
| Liguria        | Forza Italia            | 2         | 1         |
| Liguria        | Alleanza Nazionale      | 1         | -         |
| Emilia-Romagna | Democratici di Sinistra | 3         | 4         |
| Emilia-Romagna | Alleanza Nazionale      | 1         | 2         |
| Umbria         | Democratici di Sinistra | 1         | -         |
| Umbria         | Alleanza Nazionale      | -         | 1         |
| Lazio 1        | Forza Italia            | 2         | 1         |
| Abruzzo        | Forza Italia            | 1         | -         |
| Abruzzo        | Alleanza Nazionale      | 1         | -         |
| Campania 1     | Forza Italia            | 4         | 3         |
| Campania 2     | Forza Italia            | 3         | 2         |
| Puglia         | Democratici di Sinistra | 1         | 2         |
| Calabria       | Forza Italia            | 2         | 1         |
| Sicilia 1      | Forza Italia            | 4         | 3         |
| Sicilia 2      | Forza Italia            | 3         | 2         |

### Deputati eletti ex art. 11, DPR 14/1994
| Seggi sovrannumerari | Seggi sovrannumerari | Proclamazione avvenuta | Proclamazione avvenuta | Proclamazione avvenuta       | Proclamazione avvenuta       |
| Lista                | Circoscrizione       | Lista                  | Circoscrizione         | Eletto                       | Proclamante                  |
| -------------------- | -------------------- | ---------------------- | ---------------------- | ---------------------------- | ---------------------------- |
| FI                   | –                    | DS                     | Emilia-Romagna         | Katia Zanotti                | Ufficio elettorale nazionale |
| FI                   | –                    | DL                     | Liguria                | Egidio Banti                 | Ufficio elettorale nazionale |
| AN                   | Abruzzo              | AN                     | Umbria                 | Domenico Benedetti Valentini | Ufficio elettorale nazionale |
| DS                   | Umbria               | DS                     | Puglia                 | Alba Sasso                   | Giunta delle elezioni        |
| AN                   | Liguria              | AN                     | Emilia-Romagna         | Enzo Raisi                   | Giunta delle elezioni        |

## Deputati surroganti proclamati eletti ad inizio legislatura
| Lista | Eletto surrogato      | Opzione                                | Surrogante                                        | Circoscrizione              |
| ----- | --------------------- | -------------------------------------- | ------------------------------------------------- | --------------------------- |
| DS    | Luciano Violante      | Piemonte 1 - Torino 2                  | Giuseppe Lumia                                    | Sicilia 1                   |
| DS    | Livia Turco           | Piemonte 1 - Collegno                  | Silvana Dameri                                    | Piemonte 2                  |
| DS    | Barbara Pollastrini   | Lombardia 1                            | Andrea Martella                                   | Veneto 2                    |
| DS    | Marco Fumagalli       | Lombardia 1 - Cinisello Balsamo        | Alba Sasso                                        | Umbria/rec. Puglia          |
| DS    | Pier Luigi Bersani    | Emilia-Romagna - Fidenza               | Piera Capitelli                                   | Lombardia 3                 |
| DS    | Gloria Buffo          | Toscana - Carrara                      | Francesco Tolotti                                 | Lombardia 2                 |
| DS    | Fabio Mussi           | Toscana - Piombino                     | Erminio Angelo Quartiani                          | Lombardia 1                 |
| DS    | Franca Chiaromonte    | Campania 1                             | Lorenzo Diana                                     | Campania 2                  |
| DS    | Pietro Folena         | Puglia - Manfredonia                   | Osvalda Trupia                                    | Veneto 1                    |
| DL    | Enrico Letta          | Piemonte 1                             | Gabriele Frigato                                  | Veneto 1                    |
| DL    | Dario Franceschini    | Emilia-Romagna - Ferrara - Via Bologna | Roberto Giachetti                                 | Marche                      |
| DL    | Arturo Parisi         | Emilia-Romagna - Bologna - Mazzini     | Giuseppe Fioroni                                  | Sardegna                    |
| DL    | Pierluigi Castagnetti | Emilia-Romagna - Carpi                 | Santino Loddo (Pierluigi Mantini: Toscana)        | Lombardia 1                 |
| DL    | Pierluigi Castagnetti | Emilia-Romagna - Carpi                 | Giuliana Reduzzi                                  | Lombardia 2                 |
| DL    | Pierluigi Castagnetti | Emilia-Romagna - Carpi                 | Pierluigi Mantini                                 | Toscana                     |
| DL    | Lapo Pistelli         | Toscana - Scandicci                    | Carla Mazzuca                                     | Emilia-Romagna              |
| DL    | Francesco Rutelli     | Lazio 1 - Roma Prenestino-Labicano     | Lino Duilio                                       | Lombardia 1                 |
| DL    | Francesco Rutelli     | Lazio 1 - Roma Prenestino-Labicano     | Italo Tanoni                                      | Puglia                      |
| DL    | Franco Marini         | Abruzzo - Montesilvano                 | Stefano Cusumano                                  | Lazio 1                     |
| DL    | Ciriaco De Mita       | Campania 2 - Mirabella Eclano          | Enzo Carra (Rino Piscitello: Lazio 1)             | Campania 1                  |
| DL    | Enzo Bianco           | Sicilia 2                              | Paolo Gentiloni                                   | Piemonte 2                  |
| AN    | Ignazio La Russa      | Lombardia 1 - Milano 2                 | Carmelo Briguglio                                 | Sicilia 2                   |
| AN    | Viviana Beccalossi    | Lombardia 3                            | Alberto Arrighi                                   | Lombardia 2                 |
| AN    | Adolfo Urso           | Veneto 1                               | Antonio Mazzocchi                                 | Lazio 2                     |
| AN    | Roberto Menia         | Friuli-Venezia Giulia - Trieste centro | Agostino Ghiglia                                  | Piemonte 1                  |
| AN    | Altero Matteoli       | Toscana - Lucca                        | Enzo Raisi (Domenico Benedetti Valentini: Umbria) | Liguria/rec. Emilia-Romagna |
| AN    | Gianfranco Fini       | Lazio 1 - Roma Della Vittoria          | Italo Bocchino                                    | Campania 1                  |
| AN    | Gianfranco Fini       | Lazio 1 - Roma Della Vittoria          | Ernesto Maggi                                     | Puglia                      |
| AN    | Maurizio Gasparri     | Calabria                               | Donato Lamorte                                    | Lazio 1                     |
| PRC   | Fausto Bertinotti     | Piemonte 1                             | Elettra Deiana                                    | Lazio 1                     |
| PRC   | Nichi Vendola         | Puglia                                 | Titti De Simone                                   | Campania 2                  |

- Deputati surroganti proclamati in data 30.05.2001, salvo Frigato, Loddo e Gentiloni, proclamati in data 20.06.2001.
- Restano vacanti 11 seggi spettanti a Forza Italia.
- Il candidato che, essendo stato proclamato eletto in un collegio uninominale, si trovi, al contempo, in posizione utile per l'elezione nella quota proporzionale, all'interno della circoscrizione cui il medesimo collegio appartiene, non è proclamato eletto anche in quest'ultima; pertanto, in tali casi non può operare alcun fenomeno di surrogazione. Per converso, la surroga opera qualora il candidato, proclamato eletto in un collegio uninominale, sia stato proclamato anche nella quota proporzionale di una circoscrizione diversa, oppure qualora il candidato sia stato proclamato eletto nella quota proporzionale di circoscrizioni diverse.

## Modifiche intervenute

### Modifiche intervenute nella composizione della Camera
| Uscente              | Lista     | Subentrante                 | Lista   | Circoscrizione/collegio | Causa      | Data cessazione | Data subentro |
| -------------------- | --------- | --------------------------- | ------- | ----------------------- | ---------- | --------------- | ------------- |
| Walter Veltroni      | DS        | Sesa Amici                  | DS      |                         | Dimissioni | 30.05.2001      | 30.05.2001    |
| Viviana Beccalossi   | AN        | Daniela Santanchè           | AN      |                         | Dimissioni | 11.07.2001      | 11.07.2001    |
| Guido Lo Porto       | AN        | Pietro Cannella             | AN      |                         | Dimissioni | 31.07.2001      | 01.08.2001    |
| Lucio Colletti       | FI        | Paolo Dalle Fratte          | FI      |                         | Decesso    | 03.11.2001      | 27.04.2005    |
| Angelo Michele Iorio | FI        | Riccardo Tamburro           | FI      |                         | Dimissioni | 15.01.2003      | 27.04.2005    |
| Riccardo Illy        | Con Illy  | Ettore Rosato               | DL      |                         | Dimissioni | 18.06.2003      | 28.10.2003    |
| Gianfranco Cozzi     | CCD-CDU   | Stefano Zara                |         |                         | Decesso    | 08.06.2004      | 26.10.2004    |
| Pier Luigi Bersani   | DS        | Massimo Tedeschi            | DS      |                         | Dimissioni | 19.07.2004      | 27.10.2004    |
| Fausto Bertinotti    | PRC       | Marilde Provera             | PRC     |                         | Dimissioni | 19.07.2004      | 20.07.2004    |
| Umberto Bossi        | Lega Nord | Roberto Zaccaria            | DL      |                         | Dimissioni | 19.07.2004      | 26.10.2004    |
| Massimo D'Alema      | DS        | Lorenzo Ria                 | DL      |                         | Dimissioni | 19.07.2004      | 29.10.2004    |
| Enrico Letta         | DL        | Mauro Maria Marino          | DL      |                         | Dimissioni | 19.07.2004      | 20.07.2004    |
| Alessandra Mussolini |           | Sergio D'Antoni             | DL      |                         | Dimissioni | 19.07.2004      | 28.10.2004    |
| Lapo Pistelli        | DL        | Antonello Giacomelli        | DL      |                         | Dimissioni | 19.07.2004      | 27.10.2004    |
| Marco Rizzo          | PdCI      | Severino Galante            | PdCI    |                         | Dimissioni | 19.07.2004      | 27.10.2004    |
| Mauro Zani           | DS        | Gian Luigi Boiardi          | DS      |                         | Dimissioni | 19.07.2004      | 20.07.2004    |
| Franco Frattini      | FI        | Michele Zuin                | FI      |                         | Dimissioni | 22.11.2004      | 27.04.2005    |
| Gian Luigi Boiardi   | DS        | Luciano Pettinari           | DS      |                         | Dimissioni | 09.03.2005      | 09.03.2005    |
| Claudio Burlando     | DS        | Giovanni Ranisio            | DS      |                         |            | 27.04.2005      |               |
| Augusto Battaglia    | DS        | Michele Pompeo Meta         | DS      |                         | Dimissioni | 26.04.2005      | 30.06.2005    |
| Agazio Loiero        | DL        | Nicodemo Nazzareno Oliverio | DL      |                         | Dimissioni | 26.04.2005      | 29.06.2005    |
| Nichi Vendola        | PRC       | Maria Celeste Nardini       | PRC     |                         | Dimissioni | 02.05.2005      | 02.05.2005    |
| Agostino Ghiglia     | AN        | Massimiliano De Seneen      | AN      |                         | Dimissioni | 12.09.2005      | 14.09.2005    |
| Antonio Marzano      | FI        | Antonio Marotta             | CCD-CDU |                         | Dimissioni | 28.09.2005      | 04.10.2005    |
| Gennario Malgieri    | AN        | Alfredo Mantovano           | AN      |                         | Dimissioni | 03.10.2005      | 04.10.2005    |

- Cessano dal mandato parlamentare e non sono sostituiti: Fabio Ciani, Renato Alboni, Alessandro Cè, Nando Gigli, Giovanni Bianchi Clerici, Carlo Rognoni, Giuliano Urbani, Massimo Ostillio, Nino Sospiri.

### Modifiche intervenute nella composizione dei gruppi
Forza Italia
- In data 10.07.2002 lascia il gruppo Filippo Mancuso, che aderisce al gruppo misto.
- In data 06.11.2002 aderisce al gruppo Gianstefano Frigerio, proveniente dal gruppo misto.
- In data 18.07.2003 lascia il gruppo Maurizio Bertucci, che aderisce all'Udeur.
- In data 30.07.2003 aderisce al gruppo Francesco Brusco, proveniente dall'Unione dei Democratici Cristiani e di Centro.
- In data 24.02.2004 aderisce al gruppo Maurizio Bertucci, proveniente dall'Udeur.
- In data 03.01.2005 lascia il gruppo Giampaolo Nuvoli, che aderisce all'Udeur.
- In data 01.02.2005 lasciano il gruppo Sergio Iannuccilli e Antonio Oricchio, che aderiscono all'Udeur.
- In data 05.05.2005 lascia il gruppo Vittorio Sgarbi, che aderisce al gruppo misto.
- In data 06.05.2005 lascia il gruppo Paolo Santulli, che aderisce al gruppo misto.
- In data 23.06.2005 lascia il gruppo Ciro Falanga, che aderisce al gruppo misto.
- In data 29.07.2005 lascia il gruppo Ciro Borriello, che aderisce all'Udeur.
- In data 06.10.2005 lascia il gruppo Luciano Mario Sardelli, che aderisce al gruppo misto.

Democratici di Sinistra - L'Ulivo
- Ad inizio legislatura non aderisce al gruppo Claudio Franci, che aderisce ai Comunisti Italiani.
- In data 13.04.2005 lascia il gruppo Pietro Folena, che aderisce a Rifondazione Comunista.
- In data 09.05.2005 lascia il gruppo Roberto Sciacca, che aderisce ai Comunisti Italiani.
- In data 24.05.2005 lascia il gruppo Italo Sandi, che aderisce al gruppo misto.
- In data 26.09.2005 lascia il gruppo Giacomo Mancini, che aderisce ai Socialisti Democratici Italiani.
- In data 03.02.2006 lascia il gruppo Giorgio Bogi, che aderisce al gruppo misto.

Alleanza Nazionale
- In data 19.11.2003 lascia il gruppo Antonio Serena, che aderisce al gruppo misto.
- In data 03.12.2003 lascia il gruppo Alessandra Mussolini, che aderisce al gruppo misto.
- In data 28.07.2005 lascia il gruppo Vincenzo Canelli, che aderisce al gruppo misto.
- In data 29.07.2005 lascia il gruppo Publio Fiori, che aderisce al gruppo misto.

La Margherita
- Ad inizio legislatura non aderisce al gruppo Saverio Vertone Grimaldi, che aderisce al Partito dei Comunisti Italiani.
- In data 18.07.2001 aderisce al gruppo Carla Rocchi, proveniente dalla Federazione dei Verdi.
- In data 27.06.2002 lasciano il gruppo Stefano Cusumano, Clemente Mastella, Massimo Ostillio, Luigi Pepe, Pino Pisicchio, Antonio Potenza, che aderiscono all'Udeur.
- In data 15.07.2002 lascia il gruppo Carla Mazzuca Poggiolini, che aderisce al gruppo misto.
- In data 17.06.2003 lascia il gruppo Alessandro De Franciscis, che aderisce all'Udeur.
- In data 24.07.2003 lascia il gruppo Lorenzo Acquarone, che aderisce al gruppo misto.
- In data 23.03.2005 aderisce al gruppo Dorina Bianchi, proveniente dal gruppo misto.
- In data 27.07.2005 aderisce al gruppo Stefano Zara, proveniente dal gruppo misto.

Unione dei Democratici Cristiani e di Centro
- In data 25.03.2003 lascia il gruppo Lorenzo Montecuollo, che aderisce all'Udeur.
- In data 30.07.2003 lascia il gruppo Francesco Brusco, che aderisce a Forza Italia.
- In data 14.10.2004 lascia il gruppo Giovanni Mongiello, che aderisce al gruppo misto.
- In data 13.01.2005 lascia il gruppo Gianfranco Rotondi, che aderisce al gruppo misto.
- In data 17.01.2005 lascia il gruppo Dorina Bianchi, che aderisce al gruppo misto.
- In data 17.11.2005 aderisce al gruppo Pier Ferdinando Casini, proveniente dal gruppo misto.
- In data 23.11.2005 aderisce al gruppo Vincenzo Canelli, provenienti dal gruppo misto.
- In data 22.12.2005 aderisce al gruppo Italo Sandi, proveniente dal gruppo misto.

Lega Nord
- In data 08.10.2003 lascia il gruppo Piergiorgio Martinelli, che aderisce al gruppo misto.

Partito della Rifondazione Comunista
- In data 18.06.2001 si costituisce come gruppo autonomo.
- In data 13.04.2005 aderisce al gruppo Pietro Folena, proveniente dai Democratici di Sinistra - L'Ulivo.

Gruppo misto
Partito dei Comunisti Italiani
- Ad inizio legislatura aderiscono al gruppo Claudio Franci, proveniente dai Democratici di Sinistra, e Saverio Vertone Grimaldi, proveniente da La Margherita.
- In data 05.05.2005 lascia il gruppo Nerio Nesi, che aderisce ai Socialisti Democratici Italiani.
- In data 09.05.2005 aderisce al gruppo Roberto Sciacca, dai Democratici di Sinistra - L'Ulivo.

Federazione dei Verdi
- In data 18.07.2001 lascia il gruppo Carla Rocchi, che aderisce a La Margherita - L'Ulivo.

Socialisti Democratici Italiani
- In data 05.05.2005 aderisce Nerio Nesi, proveniente dai Comunisti Italiani.
- In data 26.09.2005 aderisce al gruppo Giacomo Mancini, proveniente dai Democratici di Sinistra - L'Ulivo.

Nuovo PSI
- In data 14.05.2002 muta denominazione in Liberaldemocratici, Repubblicani, Nuovo PSI a seguito dell'adesione di Michele Cossa, Giorgio La Malfa, Nicolò Nicolosi, provenienti dal gruppo misto.

Udeur
- In data 01.07.2002 si costituisce come componente del gruppo misto a seguito dell'adesione di Stefano Cusumano, Clemente Mastella, Massimo Ostillio, Luigi Pepe, Pino Pisicchio, Antonio Potenza, provenienti da La Margherita - L'Ulivo.
- In data 19.07.2002 aderisce al gruppo Carla Mazzuca Poggiolini, proveniente dal gruppo misto.
- In data 25.03.2003 aderisce al gruppo Lorenzo Montecuollo, proveniente dall'Unione dei Democratici Cristiani e di Centro.
- In data 17.06.2003 aderisce al gruppo Alessandro De Franciscis, proveniente da La Margherita - L'Ulivo.
- In data 18.07.2003 aderisce al gruppo Maurizio Bertucci, proveniente da Forza Italia.
- In data 15.09.2003 aderisce al gruppo Lorenzo Acquarone, proveniente dal gruppo misto.
- In data 22.01.2004 lascia il gruppo Pino Pisicchio, che aderisce al gruppo misto.
- In data 24.02.2004 lascia il gruppo Maurizio Bertucci, che aderisce a Forza Italia.
- In data 27.07.2004 lascia il gruppo Carla Mazzuca Poggiolini, che aderisce al gruppo misto.
- In data 07.11.2004 lascia il gruppo Lorenzo Montecuollo, che aderisce al gruppo misto.
- In data 03.01.2005 aderisce al gruppo Giampaolo Nuvoli, proveniente da Forza Italia.
- In data 01.02.2005 aderiscono al gruppo Sergio Iannuccilli e Antonio Oricchio, provenienti da Forza Italia.
- In data 03.02.2005 aderisce al gruppo Pino Pisicchio, proveniente dal gruppo misto.
- In data 13.06.2005 aderisce al gruppo Paolo Santulli, proveniente dal gruppo misto.
- In data 21.06.2005 aderisce al gruppo Giovanni Mongiello, proveniente dal gruppo misto.
- In data 29.07.2005 aderisce al gruppo Ciro Borriello, proveniente da Forza Italia.
- In data 09.02.2006 lascia il gruppo Giovanni Mongiello, che aderisce al gruppo misto.
- In data 28.02.2006 lascia il gruppo Pino Pisicchio, che aderisce al gruppo misto.

Ecologisti Democratici
- In data 10.02.2005 si costituisce come componente del gruppo misto a seguito dell'adesione di Publio Fiori, Piergiorgio Martinelli, Lorenzo Montecuollo, Gianfranco Rotondi, provenienti dal gruppo misto.

Movimento Repubblicani Europei
- In data 07.02.2006 si costituisce come componente del gruppo misto a seguito dell'adesione di Giorgio Bogi, Ciro Falanga, Carla Mazzuca Poggiolini, provenienti dal gruppo misto.

Non iscritti
- Ad inizio legislatura aderiscono al gruppo Michele Cossa (Riformatori Sardi), Giorgio La Malfa (Partito Repubblicano Italiano), Nicolò Nicolosi (Nuova Sicilia), Gianstefano Frigerio (Forza Italia), Pier Ferdinando Casini (Unione dei Democratici Cristiani e di Centro), Roberto Damiani, Riccardo Illy (La Margherita).
- In data 14.05.2002 lasciano il gruppo Michele Cossa, Giorgio La Malfa, Nicolò Nicolosi, che aderiscono al Nuovo PSI.
- In data 10.07.2002 aderisce al gruppo Filippo Mancuso, proveniente da Forza Italia.
- In data 15.07.2002 aderisce al gruppo Carla Mazzuca Poggiolini, proveniente da La Margherita - L'Ulivo.
- In data 19.07.2002 lascia il gruppo Carla Mazzuca Poggiolini, che aderisce all'Udeur.
- In data 06.11.2002 lascia il gruppo Gianstefano Frigerio, che aderisce a Forza Italia.
- In data 24.07.2003 aderisce al gruppo Lorenzo Acquarone, proveniente da La Margherita - L'Ulivo.
- In data 15.09.2003 lascia il gruppo Lorenzo Acquarone¸ che aderisce all'Udeur.
- In data 08.10.2003 aderisce al gruppo Piergiorgio Martinelli, proveniente dalla Lega Nord.
- In data 20.11.2003 aderisce al gruppo Antonio Serena, proveniente da Alleanza Nazionale.
- In data 03.12.2003 aderisce al gruppo Alessandra Mussolini, proveniente da Alleanza Nazionale.
- In data 22.01.2004 aderisce al gruppo Pino Pisicchio, proveniente dall'Udeur.
- In data 27.07.2004 aderisce al gruppo Carla Mazzuca Poggiolini, proveniente dall'Udeur.
- In data 14.10.2004 aderisce al gruppo Giovanni Mongiello, proveniente dall'Unione dei Democratici Cristiani e di Centro.
- In data 07.11.2004 aderisce al gruppo Lorenzo Montecuollo, proveniente dall'Udeur.
- In data 13.01.2005 aderisce al gruppo Gianfranco Rotondi, proveniente dall'Unione dei Democratici Cristiani e di Centro.
- In data 17.01.2005 aderisce al gruppo Dorina Bianchi, proveniente dall'Unione dei Democratici Cristiani e di Centro.
- In data 03.02.2005 lascia il gruppo Pino Pisicchio, che aderisce all'Udeur.
- In data 10.02.2005 lasciano il gruppo Publio Fiori, Piergiorgio Martinelli, Lorenzo Montecuollo, Gianfranco Rotondi, che aderiscono agli Ecologisti Democratici.
- In data 23.03.2005 lascia il gruppo Dorina Bianchi, che aderisce a La Margherita - L'Ulivo.
- In data 05.05.2005 aderisce al gruppo Vittorio Sgarbi, proveniente da Forza Italia.
- In data 06.05.2005 aderisce al gruppo Paolo Santulli, proveniente da Forza Italia.
- In data 13.06.2005 lascia il gruppo Paolo Santulli, che aderisce all'Udeur.
- In data 21.06.2005 lascia il gruppo Giovanni Mongiello, che aderisce all'Udeur.
- In data 23.06.2005 aderisce al gruppo Ciro Falanga, proveniente da Forza Italia.
- In data 24.06.2005 aderisce al gruppo Italo Sandi, proveniente dai Democratici di Sinistra - L'Ulivo.
- In data 27.07.2005 lascia il gruppo Stefano Zara, che aderisce a La Margherita - L'Ulivo.
- In data 28.07.2005 aderisce al gruppo Vincenzo Canelli, proveniente da Alleanza Nazionale.
- In data 29.07.2005 aderisce al gruppo Publio Fiori, proveniente da Alleanza Nazionale.
- In data 06.10.2005 aderisce al gruppo Luciano Mario Sardelli, proveniente da Forza Italia.
- In data 17.11.2005 lascia il gruppo Pier Ferdinando Casini, che aderisce all'Unione dei Democratici Cristiani e di Centro.
- In data 23.11.2005 lascia il gruppo Vincenzo Canelli, che aderisce all'Unione dei Democratici Cristiani e di Centro.
- In data 22.12.2005 lascia il gruppo Italo Sandi, che aderisce all'Unione dei Democratici Cristiani e di Centro.
- In data 03.02.2006 aderisce al gruppo Giorgio Bogi, proveniente dai Democratici di Sinistra - L'Ulivo.
- In data 07.02.2006 lasciano il gruppo Giorgio Bogi, Ciro Falanga, Carla Mazzuca Poggiolini, che aderiscono al Movimento Repubblicani Europei.
- In data 09.02.2006 aderisce al gruppo Giovanni Mongiello, proveniente dall'Udeur.
- In data 28.02.2006 aderisce al gruppo Pino Pisicchio, proveniente dall'Udeur.